# Captain Falcon
Captain Falcon (キャプテン・ファルコン?, Kyaputen Farukon) è un personaggio immaginario della serie F-Zero. Sebbene sia solo uno dei quattro personaggi giocanti presenti nel videogioco F-Zero, pubblicato nel 1990 per Super Nintendo Entertainment System, Captain Falcon è considerato uno dei protagonisti della saga. È presente in quasi tutti i titoli della serie, ad eccezione di F-Zero: Maximum Velocity, oltre che nei videogiochi Super Smash Bros.. È inoltre protagonista dell'anime F-Zero: GP Legend, trasmesso in Italia da Jetix.
Douglas Jay Falcon è un cacciatore di taglie che partecipa a gare automobilistiche a bordo della sua vettura, la Blue Falcon. Sebbene non compaia direttamente nel titolo del 1990, la sua storia è raccontata nel manuale relativo al videogioco. Nel seguito F-Zero X Captain Falcon si toglie l'elmetto, mostrando la cicatrice sul suo volto. Mentre nell'anime, rivela di essere un ex poliziotto, e durante la serie, oltre a occuparsi delle corse di F-Zero e cacciare taglie, è un barman, amico fidato di tutti i protagonisti.

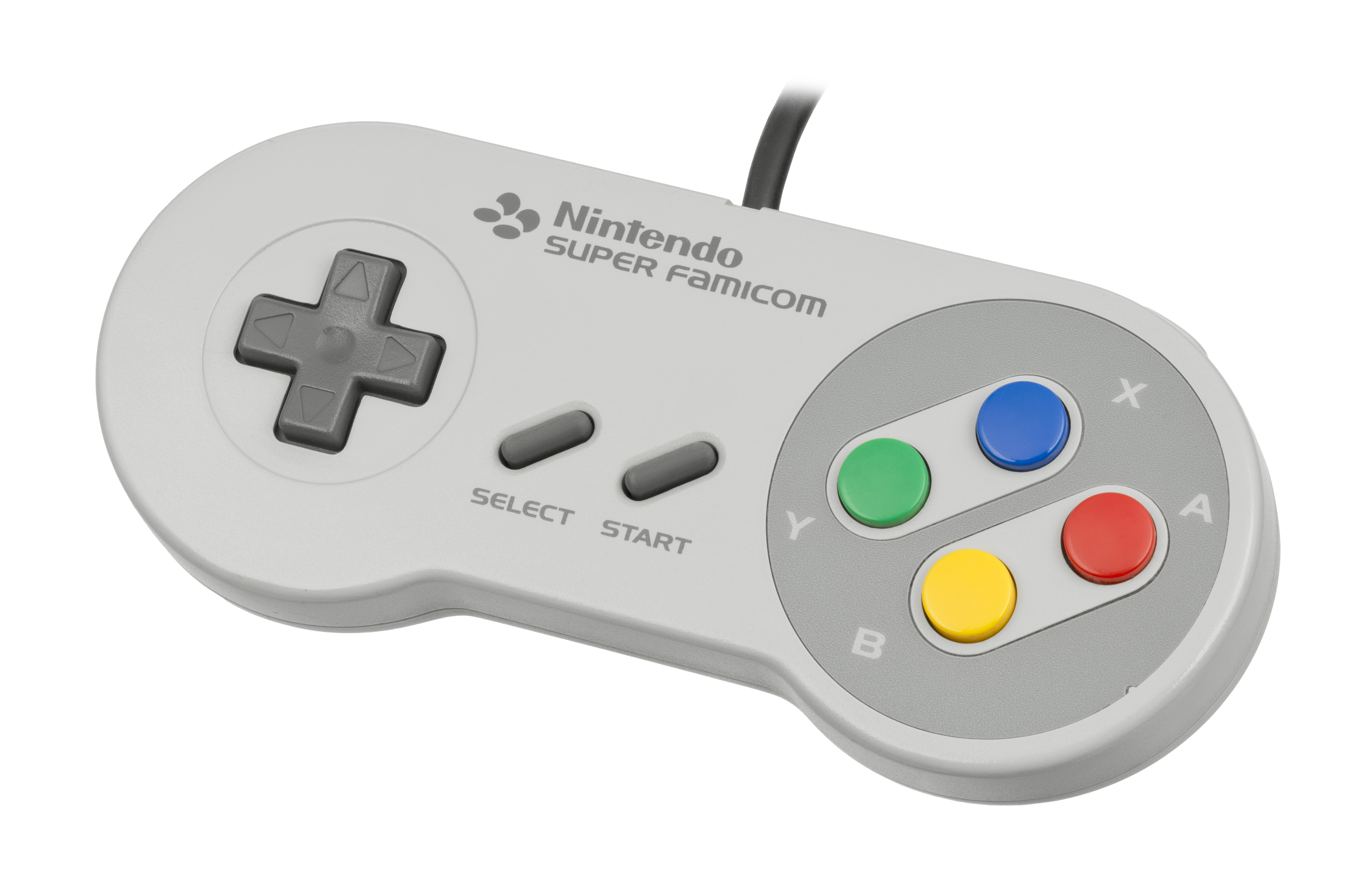
Il rosso, il blu e il giallo nel costume di Captain Falcon sono un riferimento al controller della versione giapponese dello SNES

Captain Falcon originariamente era stato progettato come mascotte per il Super Nintendo Entertainment System. I colori del personaggio sono un richiamo ai pulsanti del gamepad del Super Famicom.

## Apparizioni
Captain Falcon viene introdotto nel primo titolo della serie e compare nei seguenti videogiochi:
- F-Zero (1991, Super Nintendo Entertainment System)
- F-Zero X (1998, Nintendo 64)
- F-Zero X Expansion Kit (2000, Nintendo 64DD)
- F-Zero GX (2003, Nintendo GameCube)
- F-Zero AX (2003, Arcade)
- F-Zero: GP Legend (2004, Game Boy Advance)
- F-Zero Climax (2004, Game Boy Advance)

È inoltre un personaggio giocante nei seguenti titoli:
- Super Smash Bros. (1999, Nintendo 64)
- Super Smash Bros. Melee (2001, Nintendo GameCube)
- Super Smash Bros. Brawl (2008, Wii)
- Super Smash Bros. per Nintendo 3DS e Wii U (2014)
- Super Smash Bros. Ultimate (2018, Nintendo Switch)

Captain Falcon e la sua vettura fanno inoltre cameo in altri videogiochi Nintendo tra cui:
- Super Mario RPG - Nel retro dell'Hinopio's Inn sono visibili i modellini della vettura Blue Falcon di Captain Falcon e della Fire Stingray di Samurai Goroh.
- Kirby Super Star - Uno dei tesori della modalità Great Cave Offensive è l'elmetto di Captain Falcon.
- Mario Kart Wii - Una delle vetture sbloccabili del gioco è la Blue Falcon.
- Animal Crossing: Wild World - Uno degli animali che possono visitare il villaggio apre un negozio dove si comprano oggetti inerenti a videogiochi.
- Mario Kart 8 - La Blue Falcon è una delle vetture presenti in uno dei DLC del gioco.[8]